# Блейк, Питер (яхтсмен)
Сэр Питер Джеймс Блейк (англ. Peter James Blake; 1 октября 1948, Окленд, Новая Зеландия — 5 декабря 2001, Макапа, Бразилия) — новозеландский яхтсмен. Победитель кругосветной регаты Volvo Ocean Race в сезоне 1989—1990 годов; владелец приза Кубок Жюля Верна с 1994 по 1997 год, установив самое быстрое время в мире как со-шкипер яхты ENZA New Zealand; привел свою страну к победе в Кубке Америки.

## Биография
Родился 1 октября 1948 года в Окленде (Новая Зеландия). Первая морская гонка была пройдена мальчиком в 12 лет, а уже в 16 лет он вместе со своим отцом совершил длительный круиз через Тихий океан. В 20 лет Питер Блейк построил для себя килевую яхту 23-х футов, и дал ей имя Bandit.
В своей первой регате Whitbread Round the World Race (ныне Volvo Ocean Race) Блейк участвовал в сезоне 1973-1974 годов в качестве начальника вахты на яхте Burton Cutter, под командованием шкипера Леса Уильямса. В сезоне 1977-1978 годов этой же регаты он с Уильямсом и старшим помощником Джонстоном был на борту яхты Heaths Condor. В 1981-1982 годах Блейк участвовал в этой кругосветной гонке уже со своей командой — был шкипером яхты Ceramco New Zealand — 68-футовый шлюп, разработанный известным конструктором парусных яхт Брюсом Фарром. После некоторого перерыва Питер Блейк снова участвовал в этой гонке 1985-1986 годов в качестве одного из фаворитов, будучи шкипером яхты Lion New Zealand, спонсируемый пивоваренной компанией Lion Brewery. Наконец в сезоне 1989-1990 годов Блейк выиграл эту престижную мировую регату, управляя яхтой Steinlager 2.
Затем несколько лет он посвятил гонкам на Кубок Америки, выиграв их в 1995 и 2000 годах. После этого Блейк решил закончить карьеру яхтсмена. Занялся исследовательскими экспедициями, начал снимать документальные фильмы о природе, в 2001 году был назначен специальным посланником ООН по окружающей среде.
Был убит бандитами 5 декабря 2001 года во время мониторинга экологической обстановки на реке Амазонке в Бразилии, когда на его лодку напала банда, известная в этом районе как «речные крысы». Преступники были найдены, арестованы властями и осуждены в среднем на 32 года тюрьмы каждый. После убийства красные носки стали знаком траура для его многочисленных почитателей — Питер носил такие во время всех своих гонок.
Похоронен в графстве Хэмпшир в Англии, где жил с 1970-х годов.

## Награды
В 1982 году стал Кавалером Ордена Британской империи «за заслуги в океанских яхтенных гонках», в 1990 году — офицером «за заслуги в яхтинге», а в 1995 году — Рыцарем-Командором «за заслуги в яхтинге».
В 1994 году стал обладателем премии «ISAF Rolex World Sailor of the Year Awards» от Международной федерации парусного спорта, а в 1996 году был введён в Зал славы Кубка Америки.
12 декабря 2001 года, через шесть дней после гибели, Блейк был посмертно удостоен Олимпийского ордена от Международного олимпийского комитета. Награда была вручена почётным членом МОК и президентом Международной федерации парусного спорта Королём Константином жене Блейка Пиппе на церемонии в клубе «Emsworth Sailing Club» в Хэмпшире, где они впервые познакомились.